# Opera semiseria
Opera semiseria (opera półpoważna) to gatunek pośredni między operą seria a dramma giocoso, zawierający elementy opery buffa. Najczęściej jest to opera poważna z elementami komicznymi, np. charakter komiczny może mieć któraś z postaci. Opery semiseria kończą się zawsze szczęśliwie dla ich protagonistów.
Przykładami takiej opery są Sroka złodziejka oraz Torvaldo i Dorliska – obie Gioacchina Rossiniego.